# Lạc tiên Wilson
Lạc tiên Wilson, Nhãn lồng Wilson, tên khoa học Passiflora wilsonii, là một loài thực vật có hoa trong họ Lạc tiên. Loài này được Hemsl. mô tả khoa học đầu tiên năm 1908.